# Pseudomeloe saulcyi
Pseudomeloe saulcyi là một loài bọ cánh cứng trong họ Meloidae. Loài này được Guérin-Méneville miêu tả khoa học năm 1834.